# En vivo (álbum de Alex Campos y Misión Vida)
En vivo es el segundo álbum en vivo del cantautor colombiano Alex Campos y su banda Misión Vida, y tercero de esta cronología. Contenía 10 canciones de sus primeros dos álbumes, Tiempo de la Cruz y Al Taller del Maestro, grabado de su presentación en vivo desde el estadio El Campin de Bogotá. El proyecto se distribuyó con un CD y DVD que contenía entrevistas, bonus y concierto completo.

## Lista de canciones
|     |                         |          |  |  |  |  |  |  |  |  |
| N.º | Título                  | Duración |  |  |  |  |  |  |  |  |
| 1.  | «Prefiero»              |          |  |  |  |  |  |  |  |  |
| 2.  | «La fruta prohibida»    |          |  |  |  |  |  |  |  |  |
| 3.  | «Dime»                  |          |  |  |  |  |  |  |  |  |
| 4.  | «¿Qué eres para mi?»    |          |  |  |  |  |  |  |  |  |
| 5.  | «Si yo te dejo»         |          |  |  |  |  |  |  |  |  |
| 6.  | «Al Taller Del Maestro» |          |  |  |  |  |  |  |  |  |
| 7.  | «Me robaste el corazón» |          |  |  |  |  |  |  |  |  |
| 8.  | «Amigos»                |          |  |  |  |  |  |  |  |  |
| 9.  | «Tan lejos tan cerca»   |          |  |  |  |  |  |  |  |  |
| 10. | «Te vengo a decir»      |          |  |  |  |  |  |  |  |  |